# 延対寺荘
延対寺荘（えんたいじそう、旧字体で延對寺荘）は、富山県黒部市宇奈月温泉にある温泉旅館。

## 概要
1900年に高岡市にて料理旅館『延對寺旅館』が創業し、1924年5月に宇奈月温泉に別館を建設し、温泉旅館とした。1964年には別館、1968年には本館が増設され、1981年4月25日には新館の披露祝賀式が挙行された。
客室82室、収容人数479人の大型旅館である。2012年には、トリップアドバイザーの日本法人により『100年以上の歴史を持つ日本の老舗宿トップ20』で19位に選ばれている。
峡谷を目前に望む大浴場はガラス張りで、露天風呂は断崖絶壁にある。また、黒部峡谷がスクリーンに映し出された様なロビーも特徴である。
竹久夢二や与謝野晶子、川端康成、志賀直哉ら著名人が宿泊したことでも知られる。1969年には、第20回全国植樹祭に出席するために来県した昭和天皇、香淳皇后の宿泊先の一つとなった（5月24日 - 5月25日に宿泊）。
しかし、宿泊客の減少により負債総額が約30億円に膨れるなど経営が悪化したことから、2013年1月11日、富山地方裁判所に民事再生法の適用を申請し、同日付で保全命令と監督命令を受けたと発表。これに伴い、同日付より旅館経営の海栄館（愛知県知多郡南知多町）と業務提携と事業再建支援に関する合意書を締結した。結果、同年1月12日以降も営業が継続されることになった。